# Argentona Bocs
Gli Argentona Bocs sono la squadra di football americano di Argentona, in Spagna.

## Storia
Fondati nel 1990 come Argentona Llops, nel 1992 cambiarono nome assumendo quello attuale; hanno vinto 5 titoli catalani e 2 coppe catalane.

## Dettaglio stagioni

### Amichevoli
| Stagione | Vin | Par | Per | Tot | PF | PS | avversaria |
| -------- | --- | --- | --- | --- | -- | -- | ---------- |
| 2019     | 1   | 0   | 1   | 1   | 28 | 12 | Ecuador    |
| Totale   | 1   | 0   | 1   | 1   | 28 | 12 |            |

Fonte: americanfootballitalia.com

### Tornei locali

#### Campionato

##### LNFA 2
| Stagione | regular season | regular season | regular season | regular season | regular season | regular season | playoff | playoff | playoff | playoff | playoff | playoff          | playoff               |
|          | Vin            | Par            | Per            | Tot            | PF             | PS             | Vin     | Per     | Tot     | PF      | PS      | risultato        | avversaria            |
| -------- | -------------- | -------------- | -------------- | -------------- | -------------- | -------------- | ------- | ------- | ------- | ------- | ------- | ---------------- | --------------------- |
| 2008     | 3              | 0              | 3              | 6              | 147            | 93             | 0       | 1       | 1       | 13      | 32      | Quarti di finale | Camioneros de Coslada |
| Totale   | 3              | 0              | 3              | 6              | 147            | 93             | 0       | 1       | 1       | 13      | 32      |                  |                       |

Fonti: Enciclopedia del Football - A cura di Roberto Mezzetti

### Tornei locali

#### Campionato catalano
| Stagione | regular season | regular season | regular season | regular season | regular season | regular season | playoff | playoff | playoff | playoff | playoff | playoff    | playoff                          |
|          | Vin            | Par            | Per            | Tot            | PF             | PS             | Vin     | Per     | Tot     | PF      | PS      | risultato  | avversaria                       |
| -------- | -------------- | -------------- | -------------- | -------------- | -------------- | -------------- | ------- | ------- | ------- | ------- | ------- | ---------- | -------------------------------- |
| 2014-15  | 8              | 0              | 1              | 9              | 328            | 81             | 2       | 0       | 2       | 52      | 21      | Campioni   | Terrassa Reds                    |
| 2015-16  | 7              | 0              | 0              | 7              | 277            | 27             | 0       | 1       | 1       | 6       | 7       | Semifinale | Terrassa Reds                    |
| 2016-17  | 4              | 0              | 3              | 7              | 242            | 84             | 2       | 0       | 2       | 31      | 10      | Campioni   | Salt Falcons/Vall d'Aro Senglars |
| 2017-18  | 5              | 0              | 2              | 7              | 183            | 102            | 0       | 1       | 1       | 13      | 20      | Semifinale | Barberá Rookies                  |
| 2018-19  | 7              | 0              | 4              | 11             | 200            | 140            | -       | -       | -       | -       | -       | -          | -                                |
| 2019-20  | 7              | 0              | 2              | 9              | 175            | 85             | -       | -       | -       | -       | -       | -          | -                                |
| 2021     | 4              | 1              | 2              | 7              | 78             | 47             | 0       | 1       | 1       | 22      | 23      | Semifinale | Barcelona Uroloki                |
| Totale   | 42             | 1              | 14             | 57             | 1483           | 566            | 4       | 3       | 7       | 124     | 81      |            |                                  |

Fonti: Enciclopedia del Football - A cura di Roberto Mezzetti

### Riepilogo fasi finali disputate
| Anno           | Luogo | Evento | Fase del torneo | Incontro                                          | Risultato |
| 26 aprile 2015 |       | LCFA   | Finale          | Argentona Bocs - Terrassa Reds                    | 15 - 6    |
| 20 marzo 2016  |       | LCFA   | Semifinale      | Argentona Bocs - Terrassa Reds                    | 6 - 7     |
| 30 aprile 2017 |       | LCFA   | Finale          | Salt Falcons/Vall d'Aro Senglars - Argentona Bocs | 7 - 22    |
| 8 aprile 2018  |       | LCFA   | Semifinale      | Argentona Bocs - Barberá Rookies                  | 13 - 20   |
| 16 maggio 2021 |       | LCFA   | Semifinale      | Barcelona Uroloki - Argentona Bocs                | 23 - 22   |

## Palmarès
- 1 Campionato spagnolo juniores (2010)
- 5 Campionati catalani (1994-95, 2000-2001, 2013-2014, 2014-2015, 2016-2017)
- 1 Supercoppa (Coppa) di Catalogna (2002-03)
- 2 Coppe di Catalogna (2000-01, 2001-02)
- 1 Campionato catalano juniores (2010)
- 1 Coppa di Catalogna juniores (2015)
- 1 Campionato catalano cadetti (2007)